# Лаукайтис, Иосиф Антонович
Иосиф Антоновичч Лаукайтис (лит. Juozas Laukaitis, 3 февраля 1873, Гинюнай, Сувалкская губерния — 15 августа 1952, Владимирская тюрьма, СССР) — католический священник, общественный деятель, религиозный журналист, создатель литовской литургической терминологии, поэт, депутат Государственной думы IV созыва от Сувалкской губернии.

## Биография
Родился в крестьянской семье Антанаса Лаукайтиса и Марийоны Лаукайтене, у них было пятеро детей. Отец был просвещенным человеком, во время запрета на публикацию книг на литовском языке латинскими буквами он покупал их у контрабандистов, а после отмены запрета подписался на литовские газеты, чтобы читать подрастающим детям. В 1880—1883 году учился в начальной школе, после чего родители отправили его в Мариямпольскую гимназию. В 1889 году он поступил в духовную семинарию в Сейнах. В 1897 окончил Санкт-Петербургскую римско-католическую духовную академию со степенью магистра богословия, был рукоположен в сан священника.
1 июля 1897 года был назначен секретарём Сейнской духовной консистории, а спустя несколько месяцев назначен капелланом Сейнского епископа Антанаса Баранаускаса, служил в этой должности до 1902 год, затем был асессором Сейнской духовной консистории. С 1902 — преподаватель, с 5 сентября 1904 и до 1910 годах — профессор Сейнской духовной семинарии, преподавал гомилетику и литовский язык. Настоятель костела святого Станислава в Леипунском приходе Сейнского уезда Сувалкской губернии. Имел доход 300 рублей в год. Активно участвовал в создании Общества Святого Казимира литовской книги. Основал в Сейнах вместе со своими товарищами литовскую типографию «Лаукайтис, Дваранаускас, Нарияускас и компания», что позволило издавать еженедельник «Žiburys» (Oгни) с приложениями «Artojas» (Пахарь), «Šaltinėlis» (Источник), «Vainikas» (Венец) и «Kvieslys» (Вестник). В 1906—1907 годах редактор-издатель литовского журнала «Šaltinėlis». В 1908 году основал журнал для священников «Vadovas» («Руководство») и стал его редактором. В 1909 году стал инициатором проведения первого конгресса литовским лингвистов в Сейнах, в котором приняли участие многие известные литовские лингвисты того времени, в том числе Йонас Яблонскис, Казимерас Буга, Юозас Бальчиконис и другие. С 1910 администратор римско-католического Леипунского прихода Сейнского уезда Сувалкской губернии. Сообщается, что Лаукайтис владел 3 десятинами церковной земли.
20 октября 1912 избран в Государственную думу IV созыва от общего состава выборщиков Сувалкского губернского избирательного собрания. Примыкал к фракции Прогрессистов. Состоял в думских комиссиях по народному образованию, по вероисповедным вопросам, для рассмотрения законопроектов о замене сервитутов в Варшавском генерал-губернаторстве и в Холмской губернии. С августа 1915 по 31 октября 1916 года входил Прогрессивный блок (30.10.1916 фракция прогрессистов вышла из блока).
Во время Первой мировой войны при наступлении немецких войск выехал в Центральную Россию, был главой Комитета петроградского Литовского общества для оказания помощи пострадавшим от войны.
В 1935 году опубликовал мемуары епископа А. Баранаускаса. Писал стихи, свой сборник озаглавил «Источники».
В 1936—1940 годах депутат Сейма Литовской Республики IV созыва.
26 мая 1947 года арестован МГБ СССР. 13 сентября того же года приговорён Особым совещанием к тюремному сроку, который он отбывал во Владимирском Централе. 15 августа 1952 года скончался в заключении на семьдесят девятом году жизни.

### Архивы
- Российский государственный исторический архив. Фонд 1278. Опись 9. Дело 421.